# マニー・バニュエロス
- マニー・バヌエロス

マニュエル・バニュエロス（Manuel "Manny" Bañuelos、スペイン語発音: [ma.ˈnwɛl ba.ˈɲwe.los]、1991年3月13日 - ）は、メキシコ・ドゥランゴ州ゴメスパラシオ出身のプロ野球選手（投手）。左投右打。

## 経歴

### プロ入りとヤンキース傘下時代
2008年にリーガ・メヒカーナ・デ・ベイスボルでプレーしていたアルフレド・アセベスらと共にニューヨーク・ヤンキースに入団した。この年は傘下のルーキー級ガルフ・コーストリーグ・ヤンキースで12試合（先発3試合）に登板して4勝1敗、防御率2.57、37奪三振を記録した。
2009年はA級チャールストン・リバードッグス、A+級タンパ・ヤンキースでプレー。A級チャールストンでは25試合（先発19試合）に登板して9勝5敗、防御率2.67、104奪三振を記録した。この年のオールスター・フューチャーズゲームに世界選抜の一員として出場した。
2010年はルーキー級ガルフ・コーストリーグ、A+級タンパ、AA級トレントン・サンダーでプレー。A+級タンパでは10試合に先発登板して0勝3敗、防御率1.80、62奪三振を記録した。オフには教育リーグのアリゾナ・フォールリーグに参加した。
2011年はメジャーのスプリングトレーニングに初参加。ジェームズ・P・ドーソン・アワードを受賞した。AA級トレントンでプレー後、8月2日にAAA級スクラントン・ウィルクスバリ・ヤンキースに昇格。11月20日にヤンキースとメジャー契約を結び、40人枠入りを果たした。
2012年は2年連続でメジャーのスプリングトレーニングに参加。AAA級スクラントン・ウィルクスバリで開幕を迎え、6試合に登板したが、左腕を故障したためトミー・ジョン手術を受け、残りのシーズンを全休した。
2013年はリハビリのためシーズンを全休した。
2014年はA+級タンパで開幕を迎え、4月にAA級トレントンに昇格。AA級トレントンでは17試合（先発16試合）に登板して1勝3敗、防御率4.59、44奪三振を記録した。8月にAAA級スクラントン・ウィルクスバリ・レイルライダースへ昇格した。4試合に先発登板して1勝0敗、防御率3.60、13奪三振を記録した。

### ブレーブス時代
2015年1月1日にデビッド・カーペンター、チェイスン・シュリーブとのトレードで、アトランタ・ブレーブスへ移籍した。7月2日にメジャー初昇格を果たし、同日のワシントン・ナショナルズ戦でメジャーデビュー。この年は7試合に投げ、うち6試合で先発登板した。防御率5.13、WHIP1.60とやや打ち込まれ、メジャー初勝利を挙げたが、1勝4敗と負け越してシーズンを終えた。
2016年8月12日にDFAとなった。

### エンゼルス傘下時代
2016年8月21日にロサンゼルス・エンゼルスとマイナー契約を結んだ。
2017年は傘下のAAA級ソルトレイク・ビーズでプレーし、39試合（先発9試合）に登板して5勝6敗、防御率4.93、85奪三振を記録した。オフの11月6日にFAとなった。

### ドジャース傘下時代

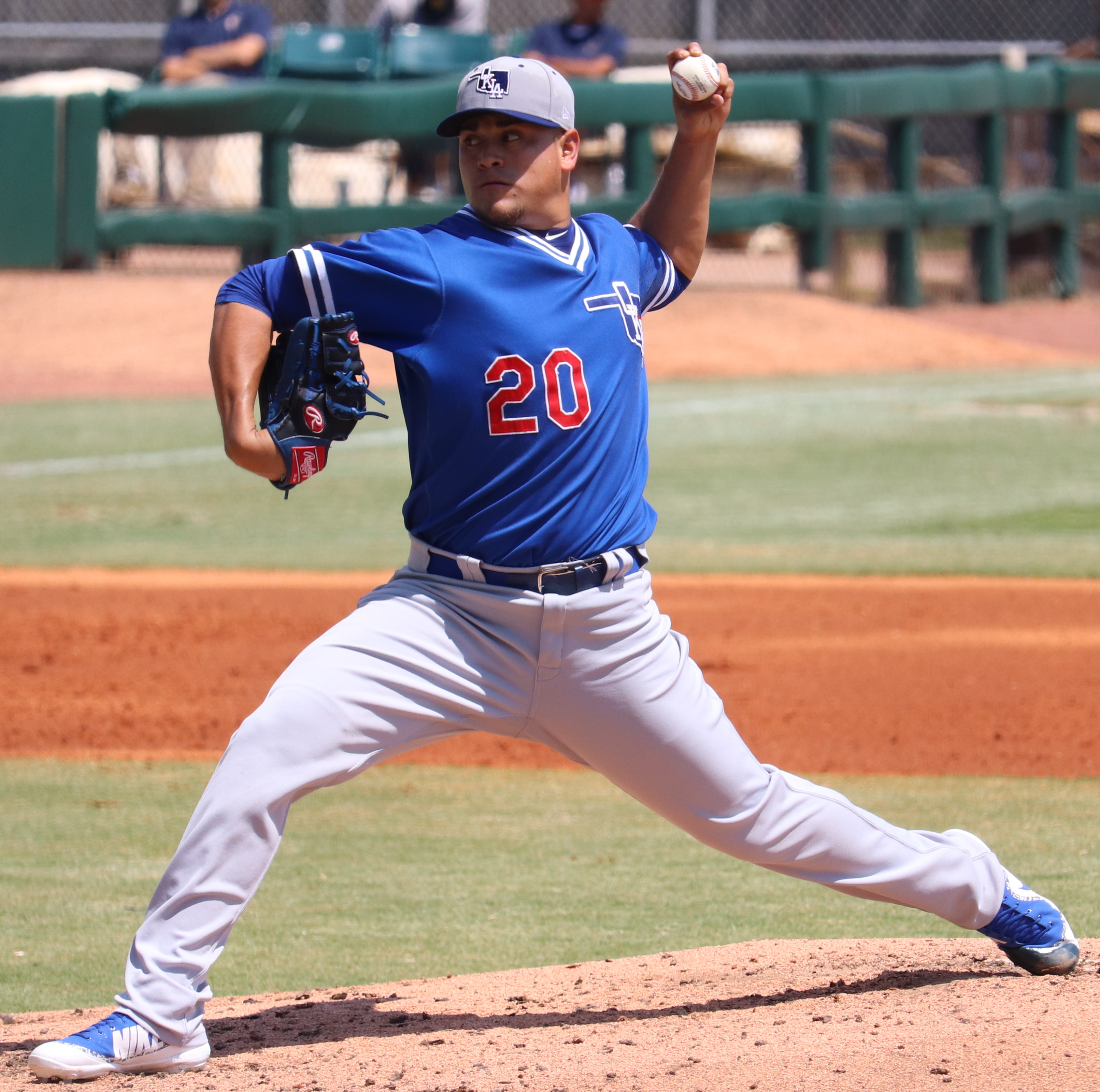
AAA級オクラホマシティ・ドジャース時代

2017年11月14日にロサンゼルス・ドジャースとマイナー契約を結び、2018年のスプリングトレーニングに招待選手として参加することになった。
2018年は傘下のAAA級オクラホマシティ・ドジャースでプレーし、31試合（先発18試合）に登板して9勝7敗、防御率3.73、127奪三振を記録した。

### ホワイトソックス時代
2018年11月1日にジャスティン・ユーチャックとのトレードで、シカゴ・ホワイトソックスへ移籍した。また、移籍と同時に40人枠入りした。
2019年レギュラーシーズン終了後の10月28日にマイナー契約で傘下のAAA級シャーロット・ナイツへ配属され、11月4日にFAとなった。

### 富邦時代
2020年2月11日にシアトル・マリナーズとマイナー契約を結んでスプリングトレーニングに招待選手として参加することになったが、5月28日に自由契約となった。6月20日にCPBLの富邦ガーディアンズと契約した。登録名は「邦威」。8月16日の統一ライオンズ戦で5回3失点で来台初勝利を記録。その後は6勝を挙げ、防御率2.60をマークした。
2021年7月5日に東京オリンピックに出場する為に退団することが決まった。同日まで9試合に登板し1勝2敗、防御率2.94、リーグトップの64奪三振をマークしていた。

### メキシカンリーグ時代
2021年7月10日にリーガ・メヒカーナ・デ・ベイスボルのモンテレイ・サルタンズと契約した。

### ヤンキース時代
2022年1月10日にプロ入り時の古巣であるヤンキースとマイナー契約を結んだ。開幕はAAA級スクラントン・ウィルクスバリで迎え、5月26日にメジャー契約を結んでアクティブ・ロースター入りした。昇格後はすぐに登板機会が巡って来なかったが、6月3日のデトロイト・タイガース戦でプロ入り以来14年越しとなるヤンキースでのデビューを飾った。6月28日にDFAとなった。

### パイレーツ時代
2022年7月3日に金銭トレードで、ピッツバーグ・パイレーツへ移籍した。シーズン全体ではリリーフとして35試合に登板。オフの11月15日にDFAとなり、11月18日にFAとなった。

### 日本・楽天時代
2022年12月8日、東北楽天ゴールデンイーグルスと契約したことが発表された。背番号は13。
2023年は、5月17日の福岡ソフトバンクホークス戦（きらやかスタジアム）でリリーフとして初登板したが、1イニング持たずに4安打2四球6失点で降板し、これが一軍で唯一の登板となった。二軍では先発として18試合に登板し、7勝6敗、防御率3.90という成績だった。オフの12月1日に退団が発表された。
2023年オフは、メキシコのウィンターリーグに所属するトマテロス・デ・クリアカンでプレーすることが発表された。

### 台湾・楽天時代
2024年1月23日、CPBLの楽天モンキーズと契約し、3年振りの台湾球界復帰となった。登録名は「霸威斯」。
8月18日に解雇された。

## 選手としての特徴
最速154キロの直球に、カーブ、スライダー、シンカーといった変化球を持ち球とする技巧派左腕。

## 詳細情報

### 年度別投手成績
| 年 度     | 球 団       | 登 板 | 先 発 | 完 投 | 完 封 | 無 四 球 | 勝 利 | 敗 戦 | セ 丨 ブ | ホ 丨 ル ド | 勝 率 | 打 者 | 投 球 回 | 被 安 打 | 被 本 塁 打 | 与 四 球 | 敬 遠 | 与 死 球 | 奪 三 振 | 暴 投 | ボ 丨 ク | 失 点 | 自 責 点 | 防 御 率 | W H I P |
| --------- | ----------- | ----- | ----- | ----- | ----- | -------- | ----- | ----- | -------- | ----------- | ----- | ----- | -------- | -------- | ----------- | -------- | ----- | -------- | -------- | ----- | -------- | ----- | -------- | -------- | ------- |
| 2015      | ATL         | 7     | 6     | 0     | 0     | 0        | 1     | 4     | 0        | 0           | .200  | 121   | 26.1     | 30       | 4           | 12       | 0     | 3        | 19       | 1     | 0        | 0     | 0        | 5.13     | 1.59    |
| 2019      | CWS         | 16    | 8     | 0     | 0     | 0        | 3     | 4     | 0        | 0           | .429  | 235   | 50.2     | 60       | 12          | 33       | 3     | 1        | 44       | 2     | 1        | 39    | 39       | 6.93     | 1.84    |
| 2020      | 富邦        | 10    | 9     | 0     | 0     | 0        | 6     | 3     | 0        | 0           | .667  | 226   | 52.0     | 39       | 2           | 26       | 0     | 4        | 62       | 3     | 0        | 20    | 15       | 2.60     | 1.25    |
| 2021      | 富邦        | 9     | 9     | 0     | 0     | 0        | 1     | 2     | 0        | 0           | .333  | 219   | 49.0     | 46       | 3           | 19       | 0     | 6        | 64       | 5     | 1        | 21    | 16       | 2.94     | 1.33    |
| 2022      | NYY         | 4     | 0     | 0     | 0     | 0        | 0     | 0     | 1        | 0           | ----  | 35    | 8.1      | 7        | 0           | 3        | 0     | 0        | 8        | 0     | 0        | 2     | 2        | 2.16     | 1.20    |
| 2022      | PIT         | 31    | 0     | 0     | 0     | 0        | 2     | 1     | 0        | 5           | .667  | 140   | 32.2     | 25       | 2           | 18       | 1     | 3        | 34       | 0     | 0        | 21    | 18       | 4.96     | 1.32    |
| '22計     | PIT         | 35    | 0     | 0     | 0     | 0        | 2     | 1     | 1        | 5           | .667  | 175   | 41.0     | 32       | 2           | 21       | 1     | 3        | 42       | 0     | 0        | 23    | 20       | 4.39     | 1.29    |
| 2023      | 楽天 (NPB)  | 1     | 1     | 0     | 0     | 0        | 0     | 0     | 0        | 0           | ----  | 8     | 0.2      | 4        | 0           | 2        | 0     | 0        | 0        | 0     | 0        | 6     | 6        | 81.00    | 9.00    |
| 2024      | 楽天 (CPBL) | 15    | 15    | 0     | 0     | 0        | 9     | 4     | 0        | 0           | .692  | 389   | 84.2     | 99       | 4           | 38       | 0     | 7        | 70       | 6     | 1        | 51    | 39       | 4.15     | 1.62    |
| MLB：3年  | MLB：3年    | 58    | 14    | 0     | 0     | 0        | 6     | 9     | 1        | 5           | .400  | 531   | 118.0    | 122      | 18          | 66       | 4     | 7        | 105      | 3     | 1        | 79    | 74       | 5.64     | 1.59    |
| CPBL：3年 | CPBL：3年   | 34    | 33    | 0     | 0     | 0        | 16    | 9     | 0        | 0           | .640  | 834   | 185.2    | 184      | 9           | 83       | 0     | 17       | 196      | 14    | 2        | 92    | 70       | 3.39     | 1.44    |
| NPB：1年  | NPB：1年    | 1     | 1     | 0     | 0     | 0        | 0     | 0     | 0        | 0           | ----  | 8     | 0.2      | 4        | 0           | 2        | 0     | 0        | 0        | 0     | 0        | 6     | 6        | 81.00    | 9.00    |

- 2023年度シーズン終了時
- 表中の楽天(E)（2023年在籍）は、NPBの東北楽天ゴールデンイーグルス

### 年度別守備成績
| 年 度 | 球 団    | 投手（P） | 投手（P） | 投手（P） | 投手（P） | 投手（P） | 投手（P） |
| 年 度 | 球 団    | 試 合     | 刺 殺     | 補 殺     | 失 策     | 併 殺     | 守 備 率  |
| ----- | -------- | --------- | --------- | --------- | --------- | --------- | --------- |
| 2015  | ATL      | 7         | 0         | 2         | 1         | 0         | .667      |
| 2019  | CWS      | 16        | 2         | 1         | 1         | 1         | .750      |
| 2020  | 富邦     | 10        | 1         | 6         | 1         | 0         | .875      |
| 2022  | NYY      | 4         | 0         | 5         | 0         | 0         | 1.000     |
| 2022  | PIT      | 31        | 2         | 7         | 0         | 1         | 1.000     |
| '22計 | PIT      | 35        | 2         | 12        | 0         | 1         | 1.000     |
| 2023  | 楽天 (E) | 1         | 0         | 0         | 0         | 0         | ----      |
| MLB   | MLB      | 58        | 4         | 15        | 2         | 2         | .905      |
| CPBL  | CPBL     | 10        | 1         | 6         | 1         | 0         | .875      |
| NPB   | NPB      | 1         | 0         | 0         | 0         | 0         | ----      |

- 2023年度シーズン終了時

### 記録

#### MiLB
- オールスター・フューチャーズゲーム選出：1回（2009年）

#### CPBL
初記録
- 初登板・初先発登板：2020年8月9日、対統一ライオンズ24回戦（新荘体育場野球場）、5回1失点
- 初奪三振：同上、2回表に林安可から三振
- 初勝利：2020年8月16日、対統一ライオンズ27回戦（花蓮県立徳興棒球場）、5回3失点

#### NPB
初記録
- 初登板：2023年5月17日、対福岡ソフトバンクホークス6回戦（きらやかスタジアム）、8回表一死に3番手で救援登板、2/3回6失点

### 背番号
- 60（2015年）
- 58（2019年）
- 14（2020年 - 2021年）
- 68（2022年 - 同年6月27日）
- 53（2022年7月6日 - 同年終了）
- 13（2023年）
- 20（2024年）

### 代表歴
- 2020年オリンピック野球メキシコ代表